# Петля (фильм, 1983)
«Петля» — трёхсерийный художественный фильм, экранизация одноимённого детектива А. Г. Адамова. Продолжение кинофильма «Инспектор Лосев». Роль инспектора Лосева, в отличие от книги, второго плана, сценарий выводит на первый план нового персонажа — инспектора Васильева. Изначально планировалось экранизировать всю трилогию романов об инспекторе Лосеве, но кинематографисты остановились на втором, при этом погубив героя.

## Сюжет
В котловане стройки найден труп девушки. Дело расследуют Лосев, Откаленко и инспектор Васильев. Выясняется, что это самоубийство.

## Сравнение с книгой
В литературном источнике инспектор Лосев не гибнет, как это случилось в кинофильме. Впоследствии писатель напишет четвёртый роман с героем — «Идёт розыск», в предисловии к которому уточнит:

Виталий Лосев погиб во второй серии телефильма «Петля», погиб вопреки сюжету этого романа, и мне казалось, что он завершил свой путь не только на экране… вмешались читатели. Горячих и протестующих писем оказалось столько, что это тоже заставило усомниться в разумности гибели моего героя. И вот Виталий Лосев, отбросив прискорбный экранный вариант, действует на страницах нового романа.— Журнал «Юность», 1985.

## В ролях
- Леонид Филатов[2][3] — инспектор Евгений Васильев
- Владимир Носик — Игорь Откаленко
- Рубен Симонов — Эдуард Албанян
- Юрий Шлыков — Виталий Лосев
- Игорь Владимиров — Фёдор Кузьмич Цветков
- Марина Яковлева — Вера Топилина
- Олег Табаков — Станислав Христофорович Меншутин
- Ольга Гобзева — Софья Михайловна, жена Меншутина
- Ирина Гошева — Полина Ивановна
- Александр Мартынов — Фёдор Мухин (Слон)
- Майя Булгакова — мать Мухина
- Жанна Прохоренко — Анна Сергеевна Мухина, жена Фёдора
- Андрей Ростоцкий — Павел Постников, закройщик, жених Веры
- Людмила Сосюра — Софья Климентьевна
- Анатолий Шаляпин — Михаил Волков
- Расми Джабраилов — фотограф
- Борис Юрченко — Дмитрий Фоменко
- Александр Пашутин — Михаил Иванович Жилкин
- Станислав Садальский — Зинченко
- Татьяна Догилева — Катя Стрелецкая
- Николай Карпов — Тофик
- Виктор Филиппов — заведующий автобазой
- Юрий Мысенков — Котов, оперативник